# آرثر بروك (لاعب كريكت)
آرثر بروك (بالإنجليزية: Arthur Brook)‏ (18 سبتمبر 1844 في المملكة المتحدة - 19 ديسمبر 1917 في المملكة المتحدة) هو لاعب كريكت بريطاني (وحمل سابقاً جنسية المملكة المتحدة لبريطانيا العظمى وأيرلندا). لعب مع نادي مقاطعة ساسكس للكركيت ‏.

## وصلات خارجية
- آرثر بروك على موقع إي آس بي آن كريك إنفو (الإنجليزية)